# 花旗银行大楼 (沈阳)
花旗银行奉天支行旧址位于辽宁省沈阳市和平区十一纬路10号，该建筑曾于1928年至1935年作为花旗银行在中国辽宁省沈阳市设立的分行机构使用。2008年，花旗银行奉天支行旧址被列为沈阳市文物保护单位。目前，该建筑用途为美术馆、书店及咖啡馆。

## 历史
清末奉天开埠，各国侨民陆续进入奉天经商执业，开办洋行。自此，以汇丰银行、横滨正金银行、华俄道胜银行等为代表的金融机构纷纷进入沈阳开展银行业务。1928年，花旗银行在奉天商埠地设立奉天支行，主要经营中国商民的存放款及汇兑业务、大洋本位制的存贷款、动产和不动产的抵押贷款业务，并很快与汇丰银行形成抗衡之势。在1928年至1931年期间，花旗银行奉天支行曾积极参与奉系军阀与欧美洋行之间的军火贸易，部分军工器材的采购款项通过该行进行结算。然而，1931年九一八事变后，随着日本经济势力在东北地区的扩张和垄断，欧美银行受到当局排挤，花旗银行奉天支行的经营状况急剧恶化，最终于1935年6月关闭。
中华人民共和国成立后，该建筑曾为辽宁省妇女联合会、沈阳退伍军人办事处、沈阳市木材公司等单位用作办公用房，后转变为饭店用途。2022年2月16日，在该建筑内经营的金香汇晚茶饭店发生火情，经消防扑救后无人伤亡，建筑外部未受损，金香汇晚茶饭店因导致建筑发生火灾最终停业整顿。该建筑在整修后，于2024年1月起由花麒美术馆接手，开设美术馆、书店及咖啡馆。

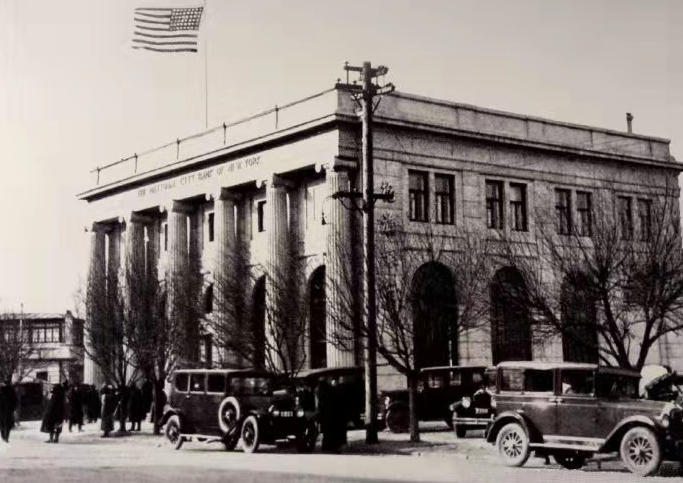
悬挂星条旗的美国花旗银行奉天支行

## 建筑
花旗银行奉天支行大楼由美国人设计。大楼整体建筑平面近似方形，地下一层、地上两层，欧式风格砖混结构。建筑正面由六根爱奥尼柱式组成柱廊，柱式上方为檐壁，包含额枋、三陇板和嵌板。底层以大门为中轴线，左右两侧各设两扇通高圆拱窗，窗户宽高比为1:2，二层则为方形窗户。其他三面立面分别有三组两两一组的窄窗，与底层的窗户上下对应，窗之间有横向的花纹线脚。整栋建筑采用统一的淡灰色石材，外观庄重典雅。地下室利用自然采光，东西两侧均设有窗户。建筑首层层高6米，二层层高3.3米。